# 99 (szám)
A 99 (római számmal: XCIX) a 98 és 100 között található természetes szám.

## A szám a matematikában
A tízes számrendszerbeli 99-es a kettes számrendszerben 1100011, a nyolcas számrendszerben 143, a tizenhatos számrendszerben 63 alakban írható fel.
A 99 páratlan szám, összetett szám, kanonikus alakja 32 · 11, normálalakban a 9,9 · 101 szorzattal írható fel. Hat osztója van a természetes számok halmazán, ezek növekvő sorrendben: 1, 3, 9, 11, 33 és 99.
Szerencsés szám.
A 99 három szám valódiosztóösszeg-függvényeként áll elő, ezek az 1501, 2077 és 2257.

## A tudományban
- A periódusos rendszer 99. eleme az einsteinium.

## A számmisztikában
- A 99 az egyik mesterszám, jelentése: Egyetemes szeretet.